# Edwin Hurtado
Edwin Hurtado (* San Lorenzo, Ecuador, 15 de octubre de 1982) es un futbolista ecuatoriano que juega de defensa en Liga de Portoviejo de la Serie B de Ecuador.

## Clubes
| Club               | País    | Año         |
| ------------------ | ------- | ----------- |
| Espoli             | Ecuador | 2001 - 2003 |
| Manta FC           | Ecuador | 2004        |
| Espoli             | Ecuador | 2005 - 2008 |
| Deportivo Azogues  | Ecuador | 2009        |
| Fuerza Amarilla    | Ecuador | 2010        |
| River Ecuador      | Ecuador | 2010 - 2012 |
| Deportivo Quevedo  | Ecuador | 2013        |
| El Nacional        | Ecuador | 2014        |
| Liga de Loja       | Ecuador | 2015        |
| Liga de Portoviejo | Ecuador | 2015 -      |

## Palmarés

### Campeonatos nacionales
| Título                         | Club   | País    | Año  |
| ------------------------------ | ------ | ------- | ---- |
| Campeonato Ecuatoriano Serie B | Espoli | Ecuador | 2005 |